# قطعه الکترونیکی

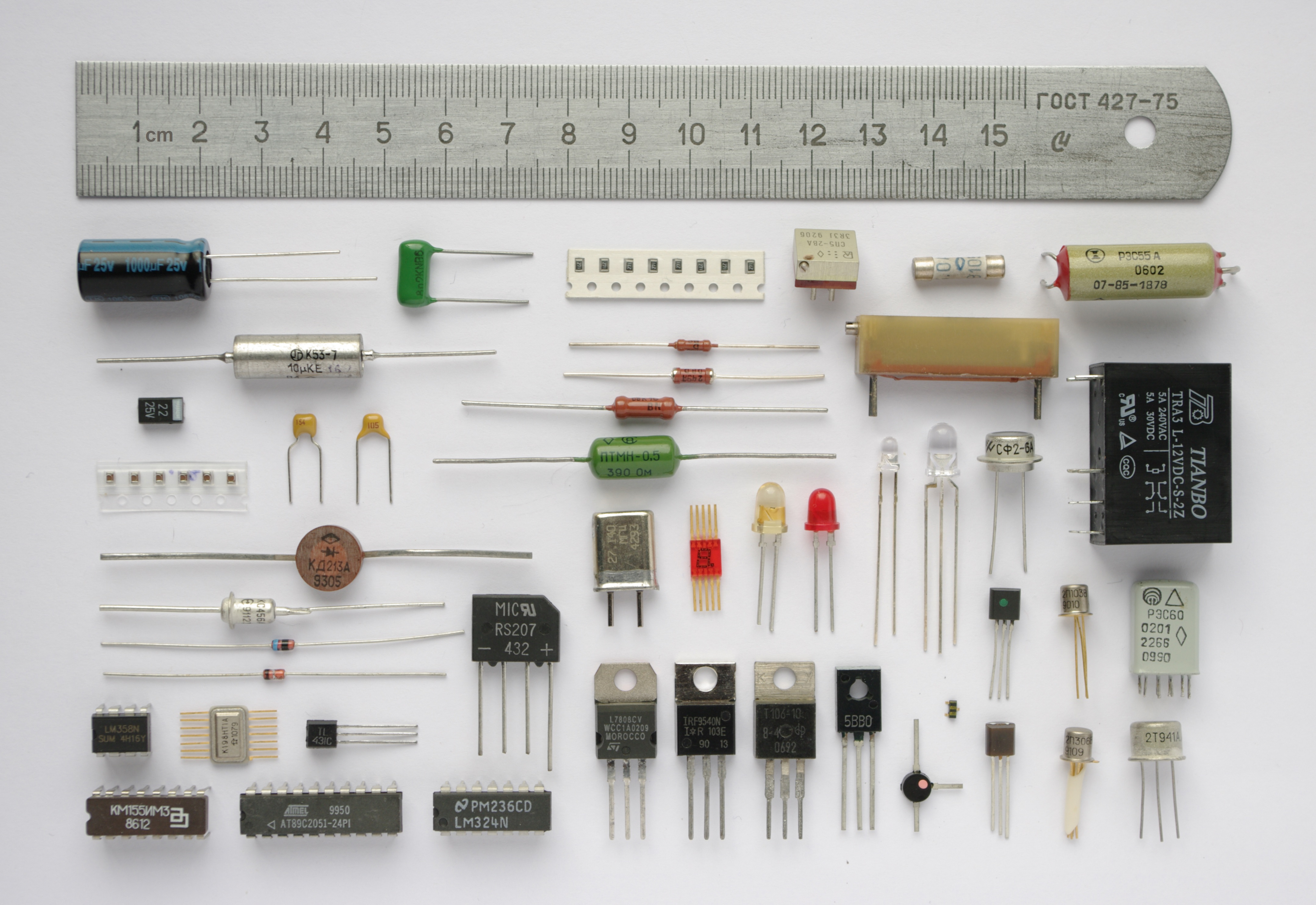
نمونه‌هایی از قطعات الکترونیکی

قطعه الکترونیکی (به انگلیسی: electronic component) یا افزاره‌ الکترونیکی (به انگلیسی: electronic device)، به قطعه یا جزء فیزیکی تشکیل‌دهنده یک سامانه الکترونیکی اطلاق می‌گردد، که تحت تأثیر الکترون یا شاخه‌های مرتبط با آن قرار گرفته باشد. قطعات الکترونیکی معمولاً از دو یا چند پایانه الکترونیکی یا پایه تشکیل می‌شود، که به وسیلهٔ لحیم‌کاری به یک فیبر مدار چاپی متصل می‌شوند و درمجموع، یک مدار الکتریکی را تشکیل می‌دهد. (نمونه‌هایی از اینگونه مدارها: تقویت‌کننده الکترونیکی، گیرنده رادیو یا نوسان‌ساز می‌باشند)
قطعات الکترونیکی انواع مختلفی دارند از جمله مقاومت ها، خازن ها،دیودها، ترانزیستورها، آی سی ها، پتانسیومترها، ال ای دی ها، سوییچ ها، باتری ها و سیم های الکترونیکی. هر کدام از این قطعات وظیفه ای خاصی را در مدار الکتریکی بر عهده دارند.